# Климкович, Сергей Владимирович
Климко́вич Серге́й Влади́мирович (род. 28 августа 1972 года в городе Борисов Минской области, БССР) — белорусский писатель и журналист. Живёт в Минске. С декабря 2013 года офицер запаса. Член Союза писателей Беларуси (с 2005 г). и Союза писателей России (с 2016 г.), Белорусского союза журналистов(2021 г.)

## Биография
С 1990 по 1992 год служил в Советской Армии (до 1991-го в Советской Армии, после 1991-го по ноябрь 1992 в Российской Армии). Несколько лет работал на Борисовском заводе агрегатов, но в 1995 году пришёл служить уже в белорусскую армию по контракту. Занимал различные технические должности.
В 1997 году в печати появилась первая повесть Сергея Климковича «Путь к свету», в которой автор исследовал появление и деструктивное воздействие на человека различных сект и группировок. После этой повести в течение пяти последующих лет появились и 6 других. В издательствах «Книжный дом» и «Кавалер» издаются его первые романы — «Танцует осень», «Одиночество в раю», «Шаг в никуда».
С января 2005 года — специальный корреспондент ГУ «Журнал Вооруженных Сил Республики Беларусь „Армия“».
В сентябре того же года начал учиться в Литературном институте им. А. М. Горького в Москве, совмещая учёбу, журналистику и литературную деятельность. В 2005 году был принят в Союз писателей Беларуси.
В конце 2006 года вёл на Первом белорусском национальном радио свою литературно-музыкальную программу «Музыка і пачуцці», в которой возродил традиции чтения литературных зарисовок и стихов на фоне классической музыки — мелодекламацию.
В 2009—2013 годах работал специальным корреспондентом Военного информационного агентства Вооружённых Сил Белоруссии «Ваяр».
В 2011 году успешно окончил Литературный институт им. А. М. Горького Архивная копия от 12 августа 2018 на Wayback Machine. В том же году вышла составленная С. Климковичем документально-публицистическая книга под названием «Военкоров смелых огненные строки…: 90 лет „Красноармейской правде“». В книге прослежена история создания и развития военной газеты Западного фронта «Красноармейская правда», преобразованной со временем в газету БВО «Во славу Родины». Книга вышла в рамках проекта «Во славу Родины — 90 лет» и получила Гран-при Национального конкурса печатных средств массовой информации «Золотая литера» в номинации «Лучший творческий проект года республиканских печатных СМИ, информационных агентств».
Автор многочисленных рассказов, которые, в частности, публиковались в журналах «Неман» (№ 6 за 2007 год — рассказы «Последний вечер», «Трасса» и, «Плазма»,
№ 6 за 2016 год — цикл военных рассказов, «Армия и культура» № 2 за 2017 год рассказ «Раскладушка») и «Воин России» (№ 6 за 2009 год — рассказы «Автомат», «Встреча», «Замок», «Кастрюля», «Постирался», «Потерянный „рай“», «Трасса», «Лейтенант Капитан»), журнал «Наш современник» № 2 за 2016 год (рассказ «Посылка»).
Литературные эскизы Сергея Климковича «Зимние окна» и «Родом из детства» прозвучали на Радио «ВЕРА» осенью 2017 года. Озвучил миниатюры известный российский актёр Антон Макарский.
Родной брат деда — Климкович Михась Николаевич, являлся автором государственного Гимна Белорусской ССР.
Слова М. Климковича легли в основу и нового Гимна Белоруссии.

## Творчество
«Городской роман», детективы, мелодрамы, проза для детей. Язык прозы — русский.

## Награды
Награждён медалью «За безупречную службу» III степени
Диплом Министра обороны Республики Беларусь за участие в конкурсе на лучшие произведения литературы и искусства, посвящённые 60-летию Победы советского народа в Великой Отечественной войне и современной жизни Вооружённых Сил Республики Беларусь.
Награждён нагрудным знаком Союза писателей Беларуси «За большой вклад в литературу».
Диплом лауреата Национальной литературной премии Республики Беларусь 2016 года в номинации «Лучший дебют».
Диплом Центральной системы детских библиотек г. Минска в номинации «Пятёрка лучших белорусских авторов» — 2017 год.
Диплом I степени 57 Национального конкурса «Искусство книги — 2017» в номинации «Вместе с книгой мы растём» за серию из шести книг «Загадка Чёрных Часовщиков».
Диплом Министра обороны Республики Беларусь «За активное участие в конкурсе, высокий профессионализм и художественный уровень произведений военно-патриотической направленности» — 2018 год.
Благодарность Минского областного исполнительного комитета «За добросовестный труд, профессионализм и активную творческую деятельность» — 2018 год.
Специальный диплом в номинации «Малая проза» 2-го Международного литературного конкурса «Созвездие духовности» — 2018 .
Диплом лауреата Минской областной премии в области литературыв номинации «Детская и юношеская литература» — за серию книг «Загадка Чёрных Часовщиков» и книгу «Сокровища первопечатника» — 2019 год.